# インターナショナル・マネジメント・グループ
IMG（元々の社名はインターナショナル・マネジメント・グループ、英: International Management Group）はアメリカ合衆国ニューヨークに本社を置く、アスリートのマネージメント、スポーツイベント及びエンターテイメントイベントの企画運営、またマーケティング、メディア、ライセンス事業を行う企業である。

## 概要
IMGは1960年にオハイオ州クリーブランドで、テレビ時代にはアスリートは大きな収益になると考えた弁護士のマーク・マコーマックによって創業された。プロゴルファーのアーノルド・パーマー、ゲーリー・プレーヤー、ジャック・ニクラスが最初の契約アスリートで、テレビやCM出演などのマネージメントを行なった。その後多くのメディア企業を吸収しながら、スポーツ業界におけるマネージメント、イベント企画運営、ライセンス・ビジネスを拡大化していった。従来のスポーツ、ファッション、メディアに加え、デジタル・メディアやライセンシング、エンターテイメント・プログラミングなど幅広い業務分野を持つ。
浅田真央、タイガー・ウッズ、マリア・シャラポワなど世界中の有名アスリートと契約するほか、現在はスポーツだけでなく、芸能部門やモデル部門もあり、それらのマネージメントをはじめ、イベントや番組を手掛ける一大マネージメント・ライセンス企業グループとなっている。ライセンスビジネスとマーケティングを教える大学も持つ。

## 社歴
- 2003年に創業者のマコーマックが亡くなり、2004年に企業買収を専門とするフォーツマン・リトル社が買収し、同社代表のテッド・フォーツマンが2011年に亡くなるまで最高経営責任者として引き継いだ。[1]
- 2010年、本社をニューヨークに移転。
- 2013年12月18日に、タレント・エージェンシーのウィリアム・モリス・エンデヴァーとシルバーレイク・パートナーズが22億ドルで買収[2]。

## 主な契約選手

### テニス
- 錦織圭
- 国枝慎吾
- ダニエル太郎
- 内田海智
- 綿貫陽介
- 上地結衣

### ゴルフ
- 金谷拓実
- 大山志保
- 宮里美香

### フィギュアスケート
- 宮原知子
- 三原舞依
- 坂本花織
- 紀平梨花
- 島田高志郎
- 佐藤駿
- 三浦璃来
- 木原龍一
- 浅田真央

### 卓球
- 石川佳純
- 張本智和

### バドミントン
- 奈良岡功大

### スノーボード
- 平野歩夢

### サーフィン
- 五十嵐カノア
- 都筑有夢路

### セーリング
- 高橋レオ

### 障害馬術
- カレン ポーリー

## 過去の主な契約選手及びアーティスト

### 選手

#### テニス
- 松岡修造（契約終了）
- 大坂なおみ（契約終了）

#### ゴルフ
- 松山英樹（契約終了）
- 岩田寛（契約終了）

#### フィギュアスケート
- 浅田舞（契約終了）
- 本田武史（契約終了）
- 本田真凜（契約終了）

#### スノーボード
- 國母和宏（契約終了）
- 角野友基（契約終了）

#### バレエダンサー
- 熊川哲也（契約終了）

### アーティスト

#### 指揮者
- 大植 英次（契約終了）

#### ピアニスト
- 内田光子（契約終了）
- 長島達也（契約終了）

#### バイオリニスト
- 五嶋みどり（契約終了）
- 樫本大進（契約終了）

#### ソプラノ
- 佐藤靖子（契約終了）

#### 団体
- 倭-YAMATO（契約終了）
- 鼓童（契約終了）
- DRUM TAO

## IMGが主催・運営に携わる主なイベント
- サッカー
  - 中国サッカー・スーパーリーグ
- バスケットボール
  - ユーロリーグ
- クリケット
  - インディアン・プレミアリーグ
- エンターテイメント
  - ミス・ユニバース
  - ミスUSA
  - ミス・ティーンUSA
  - テイスト フェスティバル
  - ハイドパーク・ウィンター・ワンダーランド
- フィギュアスケート
  - スターズ・オン・アイス
- ゴルフ
  - ANAインスピレーション
  - 全英女子オープン
  - HSBCチャンピオンズ
  - 全英オープン
- 総合格闘技
  - UFC
- モータースポーツ
  - FIA世界ラリークロス選手権
  - スピードウェイ・グランプリ
  - フォーミュラ・ドリフト
- ラグビー
  - ラグビーワールドカップ2019
- ストロングマン
  - 世界最強の男
- テニス
  - ジャパン・オープン・テニス選手権
  - マイアミ・オープン
  - シリコンバレー・クラシック
  - バルセロナ・オープン・バンコ・サバデル
  - ウィンブルドン選手権
  - 全豪オープン
- バレーボール
  - バレーボールネーションズリーグ
- ファッションウィーク
  - ニューヨーク・コレクション
  - ロンドン・コレクション
- スポーツ番組
  - トランスワールドスポーツ

## 事業内容
IMGは主に次の事業を展開している。
- メディア製作と配信
- イベント創造、管理とスポンサーシップ販売
- クライアント代理業務、ブランド管理
- スポンサーシップ、メディアコンサルティング
- グローバルなスポンサーシップとメディア販売
- 消費者製品のライセンシング
- アスリート・トレーニング

## 批判
IMGは所属選手の望む以上の巨額の契約料を要求するなどして、スポーツ全体にかかる経費を高騰させていると批判されている。
また、IMGは多くの所属選手を抱えるためスポーツ界に対して大きな影響力を持っている。特にゴルフに関しては相当数のトップ選手がIMG所属のため、ゴルフ界における競技運営やスポンサー誘致など対して決定的ともいえる発言力を持っており、IMG主導・運営・主催で行われるイベントも多い。
マコーマックの死後、「スポーツに介入しすぎ」と言われたほどの影響力は無くなったとも言われているが、依然IMG所属選手に対する報道陣の規制は比較的容易に行える。
2007年には、IMGコリア社と契約していたキム・ヨナ選手の母親がライバル選手に比べて十分な支援がなされていないとして他のマネージメント事務所に移籍させた際、IMG側が二重契約として訴えたが敗訴した。